# Higienópolis (bairro do Rio de Janeiro)
Higienópolis é um bairro da Zona Norte do município do Rio de Janeiro.
Seu IDH, no ano 2000, era de 0,882, o 33º melhor do município do Rio de Janeiro.

## História
O ano era 1936, a Imobiliária Hygienópolis lançava o empreendimento denominado "Loteamento Cidade Jardim Hygienópolis", nas terras pertencentes à Fazenda do Botelho.
"Para incrementar as vendas dos terrenos, a imobiliária utilizou-se de uma estratégia interessante: iniciou por conta própria a construção de várias casas ao longo da Av. dos Democráticos, desde a esquina da atual Rua Darke de Matos, no sentido da Tenente Abel Cunha, a fim de demonstrar às pessoas que por ali passavam, de bonde, que os primeiros terrenos já haviam sido vendidos e seus proprietários iniciavam a construção de suas casas para morarem neste novo bairro que nascia.
E a estratégia deu certo, o interesse das pessoas pelo loteamento começou a crescer, até que um comerciante português, o Sr. Justino Varella Durão, realizou a compra dos quatro primeiros lotes, cuja documentação foi assinada em 21 de novembro de 1936. Dois destes lotes eram localizados na atual Rua Rodolfo Galvão e foram repassados para um amigo do Sr. Justino, o Sr. Constantino, também português e outro, o de número 249 da rua hoje denominada Francisco Medeiros, onde ele construiu a sua residência e que foi vendido por seu herdeiro, o neto, Sr. Carlos Luiz Durão de Souza, hoje morador na Rua Pacheco Jordão. O quarto lote, também vendido depois, nosso amigo não lembra ao certo onde era localizado.
É este herdeiro que nos conta o que ocorreu à época desta compra: "Minha mãe costumava contar que era ainda criança quando meu avô comprou estes terrenos. Mas lembrava que esta primeira compra, feita por meu avô, foi motivo de comemoração por parte da imobiliária. Foi um passo tão importante na origem do bairro, que o corretor convidou meu avô e sua família para um almoço no domingo seguinte à compra, onde confraternizaram-se, comemoraram este feito".
A partir daí, os lotes começaram a ser vendidos. Os da parte baixa para os compradores de melhor poder aquisitivo, os da parte alta - por terem preços mais acessíveis - para os menos abastados. De fato, as ruas ao Norte da rua Darke de Mattos (Armando de Godoy, Atílio Correa Lima, etc) foram demarcadas após as ao Sul (Andiara, Francisco Medeiros, etc), sendo chamadas pelos moradores mais antigos de "ruas novas".
Houve uma grande procura desses lotes por parte de imigrantes portugueses, italianos e gregos, que tornaram-se um grande contingente de moradores deste bairro. Uma grande parte prosperou, construindo as belas casas que hoje o bairro possui, outros prosperaram mais ainda e investiram em compra de outros lotes e na construção de um patrimônio imobiliário sólido, destinados ao aluguel, em garantia de seu futuro e de seus descendentes, fazendo do bairro uma área respeitada e valorizada, chamada por muito tempo de "A Pérola da Leopoldina"."
Os limites são claramente demarcados: Avenida Dom Hélder Câmara (antiga avenida Suburbana), rua José Rubino, Avenida dos Democráticos e a Estrada do Timbó. O bairro ainda é cortado pela Linha Amarela. Higienópolis faz limite com os bairros de Bonsucesso, Manguinhos, Jacarezinho, Maria da Graça, Del Castilho, Inhaúma e Complexo do Alemão.
Datam dos tempos do Império as seguintes ruas nas imediações do Bairro: avenida Dom Hélder Câmara (antiga avenida Suburbana), que tinha o nome de Estrada Real de Santa Cruz nesta época, pois era o trajeto obrigatório da côrte em direção a Petrópolis.
A estrada Adhemar Bebiano (antiga estrada Velha da Pavuna) fazia parte da Estrada Real de Santa Cruz e cruzava um engenho pertencente à Rainha (origem do Bairro “Engenho da Rainha” e também parte do bairro de Inhaúma e Tomáz Coelho) em direção a Raiz da Serra. Este trecho de estrada, que era a única via de acesso à região serrana, após a criação do Bairro da Pavuna, passou a chamar-se “Estrada da Pavuna”. E, depois da inauguração da Avenida Automóvel Club (nome dado também em homenagem a Associação Automóvel Club do Brasil, que a tornou principal via de acesso às serras), ficou sendo chamada de Estrada Velha da Pavuna, nome que conservou até pouco anos atrás.
A Avenida Itaóca, respondia por “Caminho da Itaóca” e a Estrada do Timbó, eram o “Caminho do Timbó”, eram elas à época, apenas caminhos para circulação interna das fazendas e elo de ligação entre as mesmas.
Também é antiga a rua Bispo Lacerda (em homenagem a D. Pedro Maria de Lacerda, Bispo do Rio de Janeiro). Inicialmente chamada de “Rua do Bispo”.
A Avenida dos Democráticos, que ganhou este nome por homenagem a uma das grandes sociedades carnavalescas, o Clube dos Democráticos, chamava-se Estrada da Penha em toda sua extensão (que compreendia a av. Democráticos, a r. Uranos, r. Cardoso de Morais e r. Leopoldina Rêgo, até a estação da Penha).
Também é registrado a existência, desde a época Imperial, do Caminho do Itararé que passava pela fazendo do Comendador Alfredo Mayrink Veiga.
As terras que deram origem a Higienópolis pertenciam ao português Francisco Botelho.
A “Fazenda Botelho” foi vendida aos Darke de Mattos, proprietário do Café Globo, da Indústria de chocolate Bhering e da “Imobiliária Higyenópolis”, que a transformaram no loteamento chamado “Cidade Jardim Higyenópolis”. A escolha deste nome para o loteamento: Higyenópolis (cidade da hygiene) está intimamente relacionado, portanto, ao nome da Imobiliária que Realizou o loteamento.
Os lotes foram vendidos inicialmente a imigrantes portugueses, italianos e gregos. As pessoas mais abastadas adquiriram terrenos na parte baixa e os mais pobres na parte alta, onde os lotes eram mais baratos. Contribuíram também para o povoamento da bairro os operários da Fábrica de Tecidos Nova América, cujo proprietário os ajudava a comprar os terrenos a fim de que pudessem residir mais próximos do trabalho, além de engenheiros e técnicos da LIGHT, que participavam do projeto de expansão das redes de energia elétrica na área, e funcionários do órgão público que se tornaria CEG e depois, CEDAE, os quais receberam autorização para construírem casas nas áreas do bairro destinadas à passagem da adutora de Ribeirão das Lages.
Esta ocupação era fundamentada no fato de que, residindo nos terrenos onde passavam as tubulações, esses funcionários manteriam controle sobre o funcionamento das mesmas detectando possíveis vazamentos ou qualquer outra situação que pudesse pôr em risco a segurança da população do bairro.
No morro do Frota, de propriedade do médico Guilherme Frota, foi fundado em 1936 pelo Dr. Levi Miranda, o Abrigo do Cristo Redentor para a velhice desamparada.
O primeiro lote de empreendimento que deu origem ao nome do bairro teve seu contrato de compra e venda lançado no dia 21 de novembro de 1936, é portanto, a data de sua criação e aniversário, 21 de novembro de 1936. Em 2010 completará então seu 74º aniversário.
Os acessos ao bairro são feitos principalmente por ônibus e metrô. Várias linhas passam pelo bairro, dentre as quais: 624 (Mariópolis - Praça da Bandeira), 371 (Antiga 284) (Praça Seca - Praça da República) e 261 (Marechal Hermes - Praça XV), e também 296 (Castelo - Irajá), 311 (Engenheiro Leal - Praça XV), 312 (Olaria - Candelária), 313 (Penha - Praça da República), 621, 622, 623, 625, 629, 630, 673, 680, 298 e 711, além das linhas especiais, 402 (Engenho da Rainha - Gávea PUC) e 445 (Antiga S03) (Copacabana-Morro do Alemão) que funcionam em horários específicos. Todas essas linhas traçam seus itinerários em torno do bairro.
O acesso ao metrô se deve ao fato do bairro ficar bem próximo à estação Maria da Graça. O horário de atendimento do metrô se estende até à 00:00 h. Pouquíssimas linhas de ônibus funcionam durante a madrugada, de todas as que servem o bairro, somente as linhas 261 e 298, sendo que aos sábados, abstém-se a linha 261 devido aos eventos das comunidades próximas.
Em paralelo, o bairro conta com pontos fixos de táxi, um próximo ao metrô Maria da Graça e outro dentro do Shopping Nova América.
No acesso do metrô de Del Castilho, existe uma linha de ônibus Integração com Metrô Del Castilho - Alvorada (Barra da Tijuca), que percorre quase toda a extensão da Linha Amarela, que cruza o bairro.
Antigos moradores do bairro relembram constantemente o antigo Cinema na Rua Darke de Mattos e até mesmo uma possível boate e bailes na década de 60 e 70. Já os atuais moradores constantemente reclamam da falta de serviços, áreas de lazer, número grande de moradores de rua, assaltos e falta de movimento no bairro.
No bairro se localiza a faculdade FRASCE, especializada em fisioterapia; o Colégio Santa Mônica, que apesar de estar localizado no bairro, tem em sua placa em frente ao colégio, Bonsucesso como bairro e várias escolas e colégios, dentre os quais destacam-se pela importância histórica o Colégio Estadual Professor Clóvis Monteiro (um dos melhores do Rio dentre os públicos), a Escola Municipal Estado da Guanabara (construído em homenagem ao antigo Estado da Guanabara, anexado ao Rio de Janeiro em 15 de março de 1975), e a Escola Municipal Ordem e Progresso (homenagem à bandeira nacional), dentre outras como as escolas municipais Oswaldo Cruz, D. João VI, Orozimbo Nonato, além de instituições privadas de ensino que, por estarem num raio de menos de 3 quilômetros, formam um Polo Estudantil.
Encontra-se no bairro ainda a 21ª Delegacia de Policia Civil, além de um Creche patrocinada pela Legião da Boa Vontade, que presta assistência as famílias pobres de comunidades próximas ao bairro.
Na divisa do bairro com Del Castilho, encontra-se o Shopping Nova América, com diversas lojas e uma praça de alimentação denominada Rua do Rio, com diversos bares, atualmente considerada o point da região que engloba Méier, Cachambi e Maria da Graça.
Localiza-se dentro do Shopping Nova América um Campus da Universidade Estácio de Sá.
Em pesquisa realizada pelo Jornal o Globo, denominada "Onde o Rio é mais feliz?" e divulgada amplamente na Revista O Globo nº 110, de 3 de setembro de 2006, o bairro de Higienópolis foi considerado o campeão no quesito melhores condições de moradia (99,69% dos lares tem toda uma infraestrutura necessária para viver bem), superando bairros elites.
Teve recentemente, no dia 14 de janeiro de 2012, um evento da Orquestra Bianchini na Rua Tenente Abel Cunha.

## Dados
O bairro de Higienópolis faz parte da região administrativa de Inhaúma. Os bairros integrantes da região administrativa são: Higienópolis, Del Castilho, Engenho da Rainha, Inhaúma, Maria da Graça e Tomás Coelho.